# Castell de Cabres

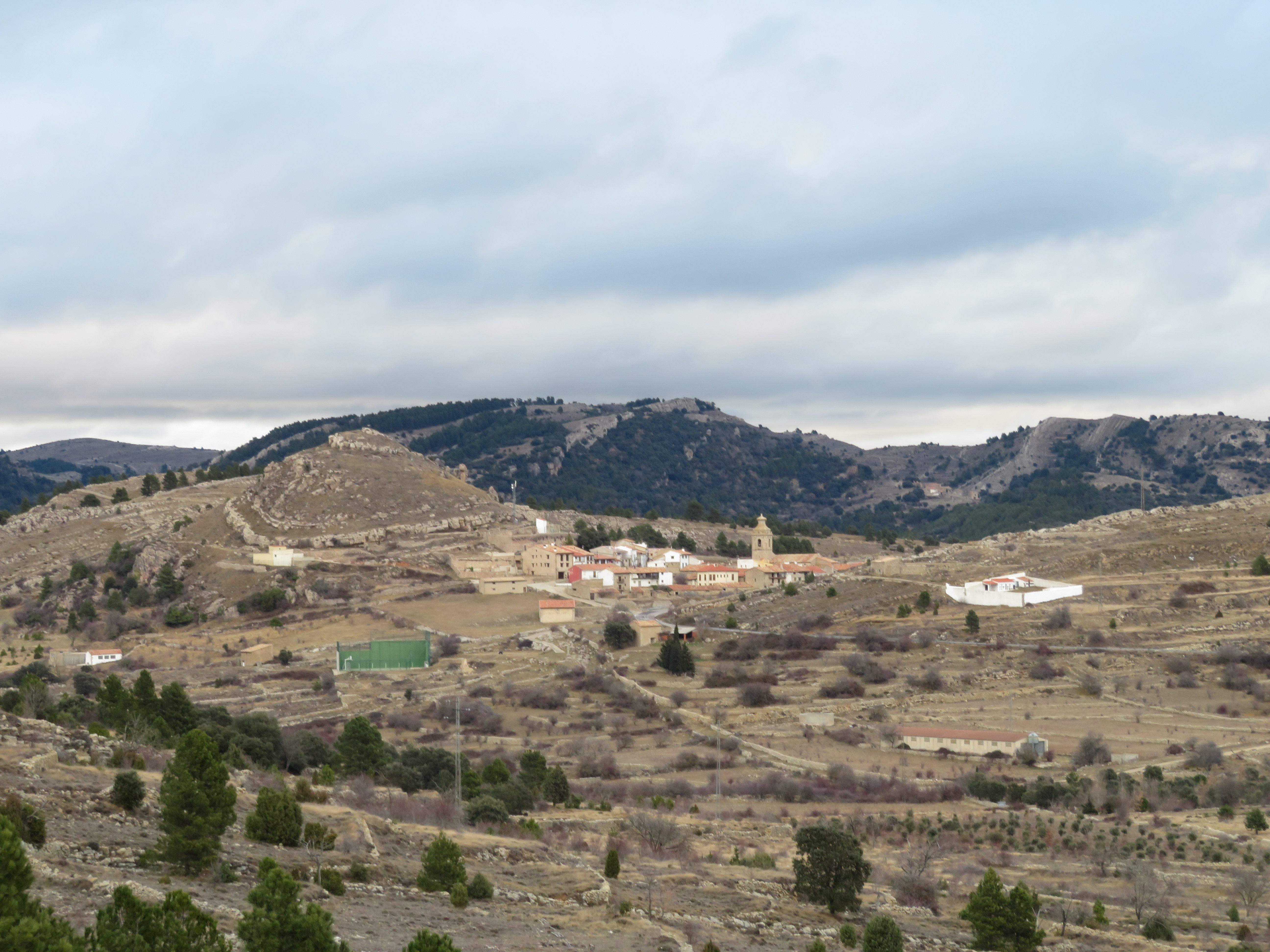
Castell de Cabres

Castell de Cabres (en valencien et en castillan) est une commune d'Espagne de la province de Castellón dans la Communauté valencienne. Elle est située dans la comarque du Baix Maestrat et dans la zone à prédominance linguistique valencienne. Elle fait partie de la Mancomunidad Comarcal Els Ports.

## Géographie

Localisation de Castell de Cabres
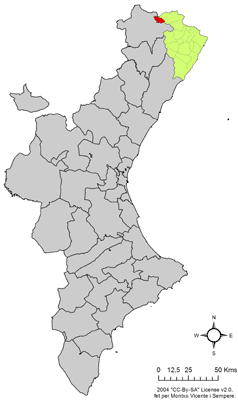
dans la Communauté valencienne.
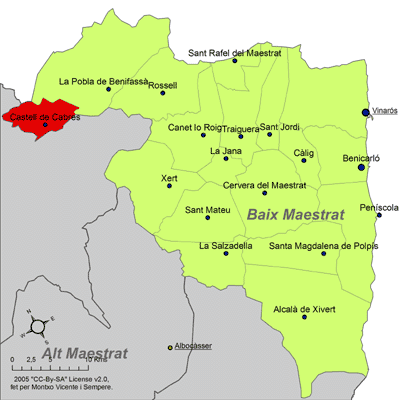
dans la comarque de Baix Maestrat.

### Communes voisines
Castell de Cabres est voisine des communes de Puebla de Benifasar, Vallibona, et Morella, toutes dans la Province de Castellón.
Également avec Peñarroya de Tastavins dans la province de Teruel, Aragon.

## Histoire
À l'époque musulmane, elle se trouvait dans le district de Morella. Elle a été conquise en 1195 par Alphonse II (1157-1196), qui l'a cédée à l'évêque de Tortosa. En 1238, elle entre dans le patrimoine du monastère de Benifassà. Elle a été repeuplée le 6 janvier 1239, par Blasco de Alagón qui en 1237 a fondé sur son territoire les lieux de Mola Escaboça et Vilanova, mais qui sont devenus rapidement dépeuplés. En 1423, à la suite de la guerre de Catalogne, elle s'est retrouvée dépeuplée. En 1523, il y avait environ 175 habitants.

## Démographie
| 1990 | 1992 | 1994 | 1996 | 1998 | 2000 | 2002 | 2004 | 2005 | 2007 | 2011 | 2013 |
| ---- | ---- | ---- | ---- | ---- | ---- | ---- | ---- | ---- | ---- | ---- | ---- |
| 29   | 24   | 22   | 24   | 22   | 22   | 19   | 19   | 19   | 18   | 17   | 15   |

## Économie
Las principales activités économiques sont l'élevage et l'hôtellerie.

## Administration

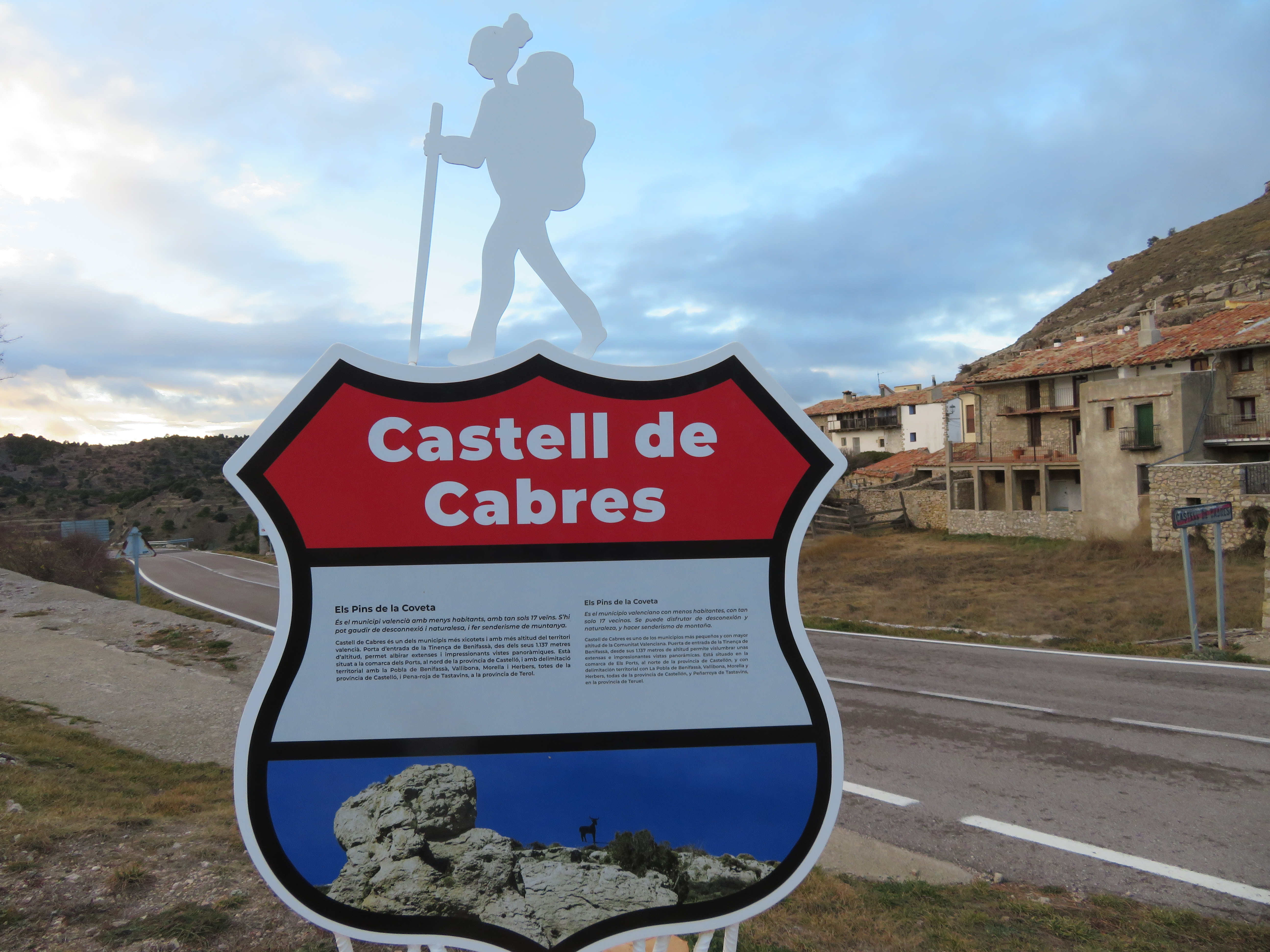
Castell de Cabres, Ruta 99

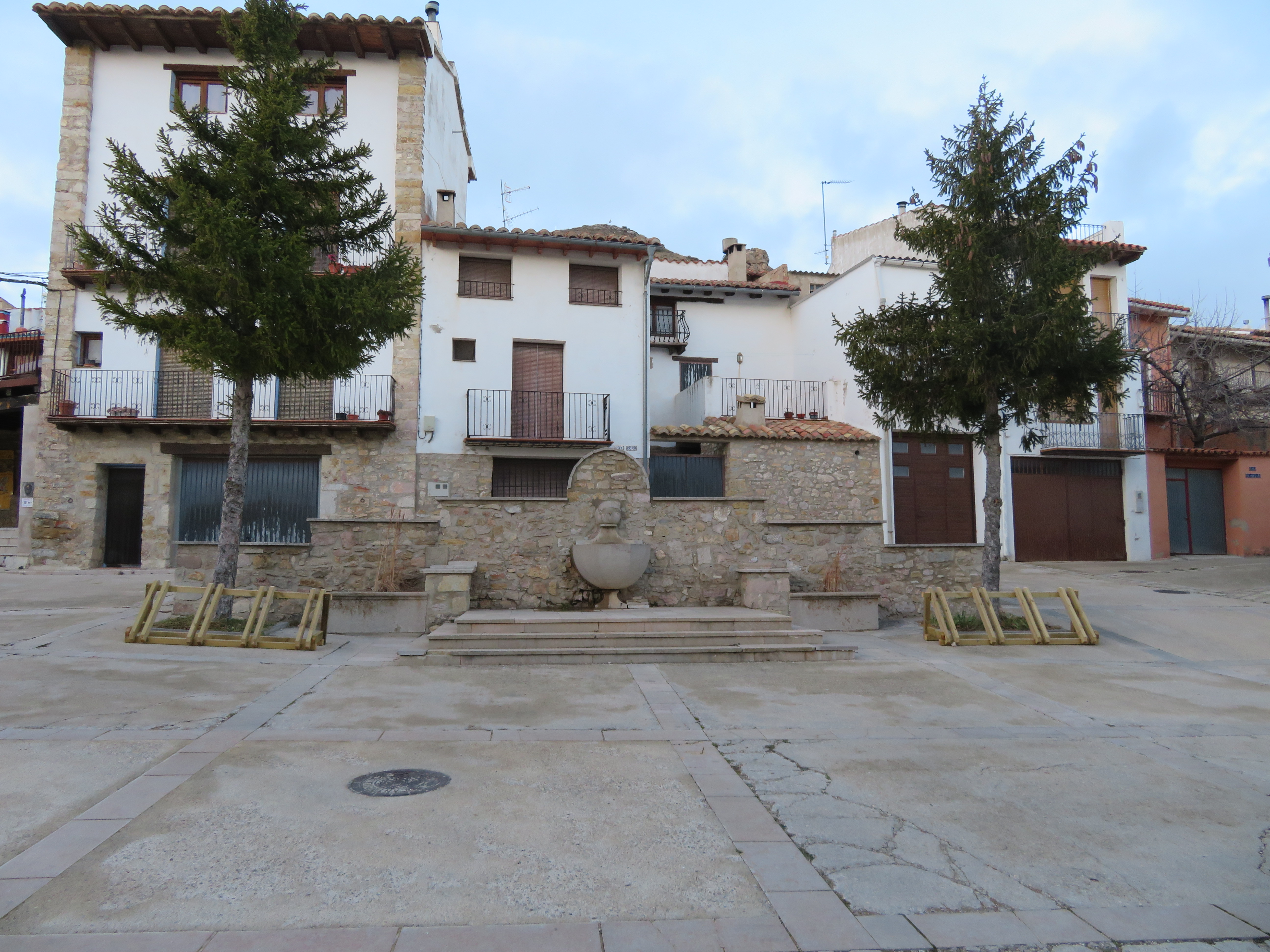
Castell de Cabres

| Liste des Alcades |                              |           |         |
| Période           | Identité                     | Parti     | Qualité |
| 1979-1983         | Ovidio Tena Segura           | UCD       | -       |
| 1983-1987         | Miquel Querol Viñals         | PSPV-PSOE | -       |
| 1987-1991         | Amador Prades Segura         | PSPV-PSOE | -       |
| 1991-1995         | José Ramón Segura Giner      | PSPV-PSOE | -       |
| 1995-1999         | José Ramón Segura Giner      | PSPV-PSOE | -       |
| 1999-2003         | José Ramón Segura Giner      | PSPV-PSOE | -       |
| 2003-2007         | José Ramón Segura Giner      | PSPV-PSOE | -       |
| 2007-2011         | José Vicente Prades Sabater  | PSPV-PSOE | -       |
| 2011-2015         | María de la Paz Querol Giner | PP        | -       |

## Patrimoine
- Église Paroissiale. Dédiée à San Lorenzo.

## Aire protégée
- parc naturel de la Tenencia de Benifasar

## Fêtes Locales
- Fêtes patronales. Elles ont lieu le premier dimanche de septembre en l'honneur du saint patron San Lorenzo.

## Sites intéressants
- El Bovalar.
- La Font del Boix.